# Arquidiócesis de Bangui
La arquidiócesis de Bangui (en latín: Archidioecesis Banguensis y en francés: Archidiocèse de Bangui) es una circunscripción eclesiástica de la Iglesia católica en la República Centroafricana. Se trata de una arquidiócesis latina, sede metropolitana de la provincia eclesiástica de Bangui. Desde el 14 de mayo de 2012 su arzobispo es Dieudonné Nzapalainga, de la Congregación del Espíritu Santo.

## Territorio y organización
La arquidiócesis tiene 38 342 km² y extiende su jurisdicción sobre los fieles católicos de rito latino residentes en la comuna autónoma de Bangui y en la prefectura de Ombella-M'Poko.
La sede de la arquidiócesis se encuentra en la ciudad de Bangui, en donde se halla la Catedral de Nuestra Señora de la Inmaculada Concepción.
La arquidiócesis tiene como sufragánea a las diócesis de: Alindao, Bambari, Bangassou, Berbérati, Bossangoa, Bouar, Kaga-Bandoro y Mbaïki.
En 2020 en la arquidiócesis existían 33 parroquias.

## Historia
La primera misión católica en Ubangui-Chari fue fundada por misioneros espiritanos en 1894, enviados a esta tierra por el vicario apostólico del Congo Francés Superior (hoy arquidiócesis de Brazzaville).
La prefectura apostólica de Ubangui-Chari fue erigida el 8 de mayo de 1909 con el decreto In generalibus comitiis de la Congregación de Propaganda Fide, obteniendo el territorio del vicariato apostólico del Congo Francés Superior.
El 14 de febrero de 1911 fue ampliado con porciones de territorio cedidas por el vicariato apostólico de África Central (hoy arquidiócesis de Jartum) mediante el decreto Ut limites de la Congregación de Propaganda Fide.
El 28 de abril de 1914 cedió una porción de su territorio para la erección de la prefectura apostólica de Adamaua (hoy diócesis de Nkongsamba) mediante el decreto Quae rei sacrae de la Congregación de Propaganda Fide.
La prefectura apostólica fue elevada a vicariato apostólico el 2 de diciembre de 1937 con la bula Si christiana res del papa Pío XI.
Entre 1934 y 1937 se construyó la catedral en Bangui, inaugurada por el obispo Marcel-Auguste-Marie Grandin el 27 de marzo de 1938, con la ordenación sacerdotal del primer sacerdote centroafricano, Barthélémy Boganda.
El 28 de mayo de 1940 cedió una porción de su territorio para la erección de la prefectura apostólica de Berbérati (hoy diócesis de Berbérati) mediante la bula Quo Evangelii del papa Pío XII y al mismo tiempo cambió su nombre por el de vicariato apostólico de Bangui mediante el decreto Cum in Africae de la Congregación de Propaganda Fide.
El 14 de junio de 1954 cedió una porción de su territorio para la erección de la prefectura apostólica de Bangassou (hoy diócesis de Bangassou) mediante la bula Cum pro certo del papa Pío XII.
El 14 de septiembre de 1955 el vicariato apostólico fue elevado al rango de arquidiócesis metropolitana con la bula Dum tantis del papa Pío XII.
El 18 de diciembre de 1965 cedió una porción de su territorio para la erección de la diócesis de Bambari mediante la bula In vitae naturalis del papa Pablo VI.
El 10 de junio de 1995 cedió una porción de su territorio para la erección de la diócesis de Mbaïki mediante la bula Ad efficacius del papa Juan Pablo II.
El 28 de junio de 1997 cedió otra porción de su territorio para la erección de la diócesis de Kaga-Bandoro mediante la bula Cum ad aeternam del papa Juan Pablo II.
Durante su visita pastoral a África Central, el 29 de noviembre de 2015, el papa Francisco abrió el portal de la catedral de Bangui, que se convirtió en la primera puerta santa del Jubileo Extraordinario de la Misericordia.

## Estadísticas
Según el Anuario Pontificio 2021 la arquidiócesis tenía a fines de 2020 un total de 657 000 fieles bautizados.
| Año                                                                             | Población            | Población | Población      | Sacerdotes | Sacerdotes    | Sacerdotes    | Bautizados por sacerdote | Diáconos permanentes | Religiosos | Religiosos | Parroquias |
| Año                                                                             | Bautizados católicos | Total     | % de católicos | Total      | Clero secular | Clero regular | Bautizados por sacerdote | Diáconos permanentes | Varones    | Mujeres    | Parroquias |
| ------------------------------------------------------------------------------- | -------------------- | --------- | -------------- | ---------- | ------------- | ------------- | ------------------------ | -------------------- | ---------- | ---------- | ---------- |
| 1950                                                                            | 35 000               | 665 000   | 5.3            | 44         | 2             | 42            | 795                      |                      | 50         | 28         | 463        |
| 1959                                                                            | 79 748               | 480 000   | 16.6           | 57         | 4             | 53            | 1399                     |                      | 66         | 85         |            |
| 1969                                                                            | 131 805              | 650 000   | 20.3           | 76         | 15            | 61            | 1734                     |                      | 82         | 143        | 30         |
| 1978                                                                            | 161 662              | 708 978   | 22.8           | 61         | 11            | 50            | 2650                     |                      | 69         | 106        | 29         |
| 1990                                                                            | 240 317              | 769 000   | 31.3           | 68         | 18            | 50            | 3534                     | 1                    | 74         | 96         | 32         |
| 1999                                                                            | 203 322              | 809 713   | 25.1           | 66         | 27            | 39            | 3080                     |                      | 61         | 125        | 22         |
| 2000                                                                            | 208 438              | 829 955   | 25.1           | 66         | 28            | 38            | 3158                     |                      | 56         | 144        | 25         |
| 2001                                                                            | 214 858              | 850 703   | 25.3           | 70         | 32            | 38            | 3069                     |                      | 55         | 119        | 25         |
| 2002                                                                            | 214 858              | 871 970   | 24.6           | 70         | 35            | 35            | 3069                     |                      | 52         | 119        | 25         |
| 2003                                                                            | 166 135              | 893 970   | 18.6           | 70         | 42            | 28            | 2373                     |                      | 45         | 125        | 25         |
| 2004                                                                            | 201 131              | 916 462   | 21.9           | 74         | 40            | 34            | 2717                     |                      | 45         | 104        | 25         |
| 2006                                                                            | 224 071              | 964 105   | 23.2           | 76         | 42            | 34            | 2948                     |                      | 46         | 108        | 25         |
| 2012                                                                            | 487 000              | 1 083 000 | 45.0           | 84         | 32            | 52            | 5797                     |                      | 66         | 110        | 25         |
| 2015                                                                            | 515 000              | 1 218 000 | 42.3           | 119        | 35            | 84            | 4327                     |                      | 119        | 154        | 25         |
| 2018                                                                            | 544 935              | 1 312 000 | 41.5           | 112        | 40            | 72            | 4865                     |                      | 115        | 159        | 26         |
| 2020                                                                            | 657 000              | 1 584 200 | 41.5           | 112        | 34            | 78            | 5866                     |                      | 130        | 160        | 33         |
| Fuente: Catholic-Hierarchy, que a su vez toma los datos del Anuario Pontificio. |                      |           |                |            |               |               |                          |                      |            |            |            |

## Episcopologio
- Pierre Cotel, C.S.Sp. † (27 de mayo de 1909[16] -24 de noviembre de 1913 renunció)[17]
- Jean-René Calloc'h, C.S.Sp. † (21 de enero de 1914-1926 renunció)
- Marcel-Auguste-Marie Grandin, C.S.Sp. † (2 de mayo de 1928-4 de agosto de 1947 falleció)
- Joseph Cucherousset, C.S.Sp. † (9 de abril de 1948-16 de septiembre de 1970 falleció)
- Joachim N'Dayen † (16 de septiembre de 1970 por sucesión-26 de julio de 2003 renunció)
- Paulin Pomodimo (26 de julio de 2003-26 de mayo de 2009 renunció)
  - Sede vacante (2009-2012)
- Dieudonné Nzapalainga, C.S.Sp., desde el 14 de mayo de 2012